# لهيالفة (مناصرة)
لهيالفة هي إحدى مشيخات المملكة المغربية، تتبع جغرافيا لإقليم القنيطرة وإداريًا لمناصرة. يقدر عدد سكانها بـ 13581 نسمة حسب الإحصاء الرسمي للسكان والسكنى لسنة 2004.